# Изотиоцианат силила
Изотиоцианат силила — химическое соединение,
изотиоцианопроизводное моносилана
с формулой SiH3NCS,
бесцветная жидкость.

## Получение
- Пропускание паров иодсилана, разбавленных азотом, через охлаждённый тиоцианат серебра:

{\displaystyle {\mathsf {SiH_{3}I+AgNCS\ {\xrightarrow {}}\ SiH_{3}NCS+AgI}}}

## Физические свойства
Изотиоцианат силила образует бесцветную жидкость,
медленно разлагается уже при комнатной температуре.
В вакууме очищается сублимацией при -64°С.